# Абан Десу
Абан Десу (фр. Abbans-Dessous) насеље је и општина у источној Француској у региону Франш-Конте, у департману Ду која припада префектури Безансон.
По подацима из 2011. године у општини је живело 236 становника, а густина насељености је износила 73,75 становника/km². Општина се простире на површини од 3,2 km². Налази се на средњој надморској висини од 258 метара (максималној 315 m, а минималној 220 m).

## Демографија
| 1962. | 1968. | 1975. | 1982. | 1990. | 1999. | 2011. |
| ----- | ----- | ----- | ----- | ----- | ----- | ----- |
| 130   | 132   | 112   | 138   | 151   | 174   | 236   |

График промене броја становника у току последњих година